# Wyznawcy zła
Wyznawcy zła (ang. The Believers) – amerykański horror z 1987 roku w reżyserii Johna Schlesingera. Wyprodukowany przez Orion Pictures.
Premiera filmu miała miejsce 10 czerwca 1987 roku w Stanach Zjednoczonych.

## Opis fabuły
Po śmierci żony psycholog Cal Jamison (Martin Sheen) przeprowadza się wraz z synem do Nowego Jorku. Zostaje poproszony o konsultację w śledztwie dotyczącym rytualnych morderstw. Okazuje się, że ofiary zginęły po krwawych obrzędach, za które odpowiedzialni są wyznawcy niebezpiecznego kultu.

## Obsada
Źródło: Filmweb
- Jimmy Smits jako Tom Lopez
- Robert Loggia jako porucznik Sean McTaggert
- Richard Masur jako Marty Wertheimer
- Harley Cross jako Chris Jamison
- Martin Sheen jako Cal Jamison
- Helen Shaver jako Jessica Halliday
- Jennifer Lee jako asystentka Caldara
- Elizabeth Wilson jako Kate Maslow
- Harris Yulin jako Robert Calder
- Lee Richardson jako Dennis Maslow
- Carla Pinza jako Carmen Ruiz
- Raúl Dávila jako Oscar Sezine
- Malick Bowens jako Palo

i inni

## Ciekawostki
- Film nakręcono w Nowym Jorku (Nowy Jork, USA) i w Toronto (Kanada).[4]